# Демидов, Николай Васильевич
Никола́й Васи́льевич Деми́дов (1884—1953) — русский театральный режиссёр и преподаватель. Один из трёх первых педагогов «Системы Станиславского», обученных и официально признанных К. С. Станиславским.

## Биография
Отец — текстильный фабрикант Демидов Василий Викторович (1835—1908), мать — Евлампия Васильевна (1847—1931), старшие братья — Владимир и Константин.
Первый профессиональный опыт театрального актёра и режиссёра получил в учреждённом отцом «Народном театре при Иваново-Вознесенском обществе трезвости». В этом театре отец был не только основателем, но и драматургом, режиссёром и актёром. Пьесы из народного быта, написанные им, публиковались, игрались в театрах и были одобрены самим Островским. Василий Викторович никакого специального образования не имел, был самородок — самоучка. Чрезвычайно много сделал для развития и культурного просвещения родного города. В его честь названа улица Демидова в городе Иваново.
Николай Васильевич — младший ребёнок в семье. Рос слабым и болезненным. Тяжёлая болезнь, с которой не могли справиться врачи, сулила мальчику инвалидное существование и медленное угасание. Врачи даже запретили ему учиться, и Николай взял два пистолета и, приставив один к сердцу, другой к виску, одновременно нажал на курки. Одна пуля прошла мимо сердца, вторая, направленная в висок, пробила кость и застряла. Демидов не умер, а решив жить, прикладывает все силы, чтобы вернуться к активной и полноценной жизни. Он сам себя врачует, изобретает особую гимнастику, последовательно развивая определённые группы мышц. Это даёт невероятный результат: атлетическое здоровье, обучение в гимназии и поступление в университет (1907). В возрасте 20 лет Демидов создал в Иванове филиал Петербургского атлетического общества, для которого разработал и успешно применял свою программу индивидуального физического и нравственного обучения спортсменов. В 1913 году окончил медицинский факультет Императорского Московского университета. После окончания Московского университета начал практиковать в московской клинике Плетнёва, специализировался в психиатрии, изучал йогу и гомеопатию. Известный врач П. А. Бадмаев познакомил Демидова с тибетской медициной. Именно Демидов способствовал проникновению принципов йоги в учение Станиславского.
Дружба с Л. А. Сулержицким привела к знакомству Демидова с К. С. Станиславским, которое переросло в тесное сотрудничество, продолжавшееся более 30 лет. Демидов много лет был воспитателем и наставником Игоря, сына Станиславского, почти ежедневно бывал в доме, сопровождал семью в летних поездках.
С 1911 года (ещё будучи студентом университета), Демидов стал присутствовать на занятиях и репетициях К. С. Станиславского в МХТ, начав совместную работу в качестве ассистента по работе с актёрами. С 1919 года Демидов по настоянию Станиславского оставил медицинскую профессию, посвятив себя полностью театру.
С 1920 года Демидов вёл занятия по «Cистеме Станиславского» в Оперной студии Большого Театра, руководимой Станиславским. Помогал Станиславскому в подготовке спектакля «Евгений Онегин».
В 1921 году организовал 4-ю студию МХТ (в 1925 году 4-я студия МХАТ была преобразована в Реалистический театр, и Демидов покинул её).
В период своих гастролей в США (1922—1924) Станиславский доверил Демидову руководить Драматической школой Художественного театра, так как считал, что после Сулержицкого и Вахтангова, Демидов — лучший знаток его системы: «До приезда В. И. Немировича-Данченко — общее руководство школой I-й Группы МХТ — поручается — Н. В. Демидову. Со всеми вопросами, касающимися школы — обращаться к нему». По возвращении в Россию Станиславский остался очень доволен работой Демидова и удивлялся успехам учеников: «Наша школа, подготовленная Демидовым, по-видимому, носит в себе бога».
Преподавая в школе (1922—1925), Демидов начал поиск путей погружения актера в целостное творческое состояние, создавая технику «вопрос-ответ», которая позже получит название «демидовских этюдов». Это приведет к разрыву со Станиславским и созданию Демидовым метода, которую он называл «школой аффективного актера».

К. С. Станиславский и Н. В. Демидов на репетиции оперы Г. Доницетти «Дон Паскуале». Оперная студия К. С. Станиславского, 1935 г.

В 1920-е годы Демидов работал режиссёром и педагогом в Оперном театре им. К. С. Станиславского, в Музыкальном театре имени Вл. И. Немировича-Данченко, а в конце 1920-х годов — в Московской государственной консерватории и в студии при Московском Камерном театре.
Николая Васильевича Демидова я знаю 15 лет. Это человек, полный подлинной любви к искусству и самоотверженный энтузиаст. Со времени нашего знакомства он так увлёкся театром и, в частности, внутренней (душевной) техникой актёрского творчества, что всецело отдал себя искусству. Всё время он помогал мне в разработке этого богатого и сложного вопроса об актёрском творчестве. В настоящее время, я думаю, это один из немногих, кто знает «систему» теоретически и практически. Четыре года он пробыл в моей оперной студии в качестве режиссёра и преподавателя. Два года руководил Школой Художественного театра и вёл там (после Сулержицкого и Вахтангова) воспитательную работу и занятия по «системе».К. С. Станиславский (1926)

В 1934 году Станиславский пригласил Демидова в качестве редактора для работы над книгой «Работа актёра над собой». В предисловии к книге Станиславский выражает Демидову искреннюю благодарность:
Большую помощь оказал мне при проведении в жизнь «системы» и при создании этой книги режиссер и преподаватель Оперного театра моего имени Н. В. Демидов. Он давал мне ценные указания, материалы, примеры; он высказывал мне свои суждения о книге и вскрывал допущенные мною ошибки»К. С. Станиславский
.
Посвятив себя делу Станиславского, Демидов всё глубже погружался в исследование психотехники актёра и скоро стал считаться одним из главных специалистов по «системе». Вместе с тем, при всех достоинствах «системы», применяя на практике её принципы, Демидов считал своим долгом обращать внимание Станиславского на её недостатки. Его предложения, возникавшие в процессе педагогической апробации системы, во многом были приняты Станиславским в период подготовки книги «Работа актера над собой», но были и отвергнутые Станиславским положения, в частности, известная теперь «этюдная техника Демидова». Вероятно, это послужило основной причиной размолвки с учителем, после которой Демидов в сердцах назовет себя глупцом, «отдающим ему все свои драгоценные изобретения, наблюдения и находки». Интересно, что в последней своей работе «Работа актера над ролью» («Отелло», «Ревизор») Станиславский предлагает исследовать пьесу этюдами.
После смерти Станиславского (1938) были признаны неверными и вредными все подходы к искусству актёра, кроме Системы Станиславского. Отношение к Демидову приняло «характер гонения и травли». Посыпались грозные обвинения в «идеализме», «мистицизме», «безыдейности», вплоть до далеко идущих выводов «оперативно вмешаться и прекратить такую педагогическую деятельность». Демидов был вынужден уволиться со всех мест работы и его имя было полностью исключено из истории МХАТа и из истории отечественного театроведения. С начала Великой Отечественной войны Демидов работал в эвакуации в разных театрах на территории СССР.
С 1942 по 1945 год Демидов — художественный руководитель Карело-Финского национального драматического театра. В конце 1940-х годов — главный режиссёр Бурят-Монгольского музыкально-драматического театра.
Демидов возвращался в Москву на короткий период (1945—1946), откуда вскоре вынужден был уехать из-за непрекращающихся доносов и преследования. С 1946 года Демидов работает художественным руководителем театра Советской Армии на Сахалине.
В 1949 году Демидов вернулся в Москву из-за тяжёлой болезни. Он перенёс несколько инфарктов подряд, но, вопреки прогнозам врачей, в очередной раз сам поднимает себя на ноги. Последние три года жизни он всё своё время посвящает работе над книгой и пытается добиться её издания (хотя бы частичного, переработанного, статьями, кусками). Демидов пишет И. М. Москвину: «Так ли, этак ли, если не случится какой катастрофы, я доведу своё дело до конца. Я чувствую себя так, как вероятно чувствует себя пуля, пущенная в цель: ей уже невозможно остановиться, и нет другого пути».
Биографических фактов личной жизни Демидова известно немного. По воспоминаниям друзей и близких, был скромен до суровости, к поздравлениям, чествованиям и подобным мероприятиям испытывал отвращение, был нетерпим к рекламе. Был трижды женат, но детей не имел. Первая жена — Елена Николаевна Демидова-Добрынина, актриса, умерла в 1935 году в молодом возрасте от тяжёлой болезни. Вторая жена — Галина Ильинична Бенеманская, ученица Демидова, впоследствии — певица Оперного театра им. Станиславского. Последняя жена — Екатерина Александровна Книшек.
8 сентября 1953 года Николая Васильевича Демидова не стало.
Н. В. Демидов, после Станиславского и Немировича-Данченко, самая крупная фигура в русском, советском театре. А может быть, и не менее крупная, чем Станиславский и Немирович… Работа Демидова, его исследования и его открытия — это работа гения… Действительное развитие театра не может не пойти по тому пути, по которому шел Н. В. Демидов, не может обойтись без его открытий.О. Г. Окулевич

### Места творческой деятельности
- 1911—1919 — ассистент по работе с актёрами в Первой студии МХТ. Участвовал в качестве режиссёра и педагога в подготовке спектакля «Евгений Онегин» в Оперной студии Большого театра.
- 1919—1921 — руководитель, режиссёр и преподаватель мастерства актёра в Центральной драматической студии Московского Пролеткульта.
- 1920—1924 — режиссёр, преподаватель системы Станиславского, член художественного совета Оперной студии Большого театра.
- 1921—1922 — организатор выездного курса лекций по психической технике актёра в родном городе Иваново-Вознесенске и годичного курса лекций по психической технике актёра в Государственном институте слова в Москве (ГИС)[11].
- 1921—1925 — организатор, художественный руководитель и главный режиссёр Четвёртой студии МХАТа.
- 1921—1922 — основной художественный заместитель Станиславского на время его двухлетних зарубежных гастролей[12].
- 1922—1925 — руководитель и преподаватель психотехники актёра в Драматической школе Художественного театре, вплоть до её закрытия[13].
- 1924—1926 — художественный руководитель, режиссёр и преподаватель актёрского мастерства в Государственной Грузинской студии.
- 1926—1928 — режиссёр и педагог Камерного театра А. Я. Таирова и его «экспериментальных мастерских».
- 1927—1930 — преподаватель актёрского мастерства в оперном классе Московской государственной консерватории.
- 1928—1930 — режиссёр и преподаватель Государственного Музыкального театра им. Вл. И. Немировича-Данченко.
- 1930—1932 — проведение исследовательских работ по творчеству радиоактёров в НИИРТ (научно-исследовательский институт Радиовещания и телевидения).
- 1930—1934 — обучение и воспитание группы молодых актёров с последующим созданием «Творческого Студийного театра»[14].
- 1934—1935 — помощь Станиславскому в работе над книгой «Работа актёра над собой»[15].
- 1934—1935 — совместная работа со Станиславским в Государственном оперном театре им. К. С. Станиславского[16].
- 1936—1940 — режиссёр и преподаватель актёрского мастерства в Театрально-музыкальном училище им. Глазунова.
- 1939—1941 — преподаватель актёрского мастерства в театральном училище им. Щепкина при Малом Драматическом театре.
- 1942 — главный режиссёр театра Музыкальной комедии Карело-Финской ССР и художественный руководитель Национального Финского театра города Петрозаводска[9].
- 1945—1946 — художественный руководитель и режиссёр Московского гастрольного театра «Студия».
- 1946—1948 — художественный руководитель театра Советской Армии на Сахалине.
- 1948—1949 — Национальный Бурят-монгольский театр и его драматическая студия, бурят-монгольское театрально-музыкальное училище.

## Система Демидова
Демидов написал несколько книг по практической педагогике и психотехнике актёрского мастерства. В работах Демидова предложена уникальная этюдная техника, позволяющая развить творческие способности у молодых актёров. Методика Демидова не предполагала никаких самостоятельных работ для актёров, и требовала постоянного наблюдения и контроля педагога. Во многом методика Демидова противоречила методике Станиславского; по этим и другим причинам очень долгое время методика была запрещена, а книги не печатались.
Демидов считал, что после прочтения пьесы у актёров «уже всё есть» — есть в некоем «свёрнутом виде», как смутное предчувствие. Есть роль, есть человек, которым актёру предстоит стать. Всё это существует на глубоком подсознательном уровне, в слоях психики, о которых человек в обычном состоянии, как правило, не подозревает. Есть сразу и целиком. … Так работает творческая интуиция, которая обладает способностью «схватывать» контуры, содержание, атмосферу, ритм будущего творческого явления целиком.
…бывают актёры, для которых созданный ими воображаемый образ становится их alter ego, их двойником, их вторым «я». Он неустанно живёт с ними, они с ним не расстаются. Актёр постоянно смотрит на него, но не для того, чтобы копировать, а потому что находится под его гипнозом, властью и действует так или иначе потому, что живёт одной жизнью с образом, созданным вне себя…К.С. Станиславский 
 Эта цитата Станиславского точно отражает суть демидовского подхода к актерскому творчеству. Написано Станиславским в 1933 году, вероятно, под впечатлением от виденных им практических опытов Демидова.
Задача системы Демидова — помочь актёру открыть путь к лежащему на этом уровне решению. Для того чтобы это «всё есть» произошло, надо пьесу, по выражению Демидова «задать». Решение в достижении актёром особого внутреннего состояния, которое можно назвать состоянием глубокой внутренней тишины, безмолвного внутреннего покоя. Это внутреннее безмолвие должно быть дополнено качеством открытой проницаемости и свежести восприятия.
Для достижения этого состояния Демидовым были разработаны и описаны упражнения, включающие несколько этапов. Отчасти эти методы отражены в работах Станиславского, под влиянием сотрудничества с Демидовым.
Задача системы Демидова — овладение внутренней техникой: Актёр «должен делать самые невероятные вещи со своей душой — тогда это искусство». Демидов сравнивает искусство актёра с умением акробата-канатоходца сохранять равновесие, которое для актера означает «постоянное присутствие его личного „я“ во всех обстоятельствах роли и пьесы — как внешних, так и внутренних» и является основой его творчества.
Система Демидова ставит акцент на умении замечать в обыденных явлениях жизни «впечатление первой секунды», позже перешедшее в «учение о первой реакции». Упражнения системы направлены на отдачу возникающим ощущениям. Актеру предлагается тренировать «пускание» себя на интуитивно возникающие хотения. По мнению Демидова, если «не удалось отдаться ощущению, а что-то выполнено — уничтожается природа, начинается фальшь, подделка — и настоящее всё вянет». Творческое состояние определяется важным для актера условием: «никогда не знаю, что буду делать, а лишь отдаюсь ощущениям». Актеру предлагается «идти за своими ощущениями» и отдаваться всем своим существом без остатка единственно ощущаемому хотению. Понятия первой реакции, ощутительности, отдачи без остатка, единственности — становятся основными терминами системы Демидова.
В начале поисков Демидов делает акцент на необходимости для актёра «постановки воли»: «воля у актёра должна быть поставлена так же, как голос, звук и рука, она должна быть так поставлена, чтоб ей пользоваться моментально. Постановка воли и есть, собственно, духовная техника актера». Позже Демидов приходит к выводу, что воля нужна актеру только для того, чтобы отказаться от нее.
Демидов увлекался приёмами накопления энергии, которыми делился с учениками, что помогало ему находить педагогические подходы, снимающие вялость на сцене и позволяющие направлять накопившуюся в процессе творчества энергию в нужное русло. Много внимания он уделял значению «излучения» человека, его материальному, физически ощущаемому влиянию на творческое самочувствие актера. Демидов использовал результаты исследований в области психофизиологии и эзотерики, проецируя их на пространство сцены и зрительного зала. Таким образом Демидов открывал ученикам возможности восприятия человека, подчеркивая значение сверхсознания. Интерес к последнему у Демидова поддерживался на протяжении всей педагогической практики Демидов считает важнейшим условием выполнения большинства упражнений свободное тело и очищенное сознание (важной составляющей как физической, так и психологической подготовки актера является умение быть пассивно-воспринимающим).

### Последователи системы Демидова
- С 1980-х годов методику Демидова развивал петербургский режиссёр Павел Подервянский в Театре Драматических Импровизаций.
- Основываясь на методике Демидова была разработана методика обучения актёров Игорем Афончиковым в Актёрской лаборатории Игоря Афончикова. Также методика была применена в подготовке профессиональных танцоров.
- Этюды Демидова применялись педагогами на курсе Олега Кудряшова в ГИТИСе.
- Обучает студентов актерского факультета по методике Демидова режиссер и педагог Андрей Малаев-Бабель.
- В РГИСИ (Санкт-Петербург) методику Демидова активно используют в мастерских В. М. Фильштинского, Л. В. Грачёвой (педагоги: А. А. Иванова[27]
- В Москве с 2015 года работает Актёрская Лаборатория Школы Н. В. Демидова (Школа-Лаборатория Актёрской Индивидуальности им. Н.В.Демидова) (руководитель Евгения Сереброва)[28]
- В России по Школе Н. В. Демидова ведет занятия В. В. Коломиец[29]
- Международная Школа актёрского мастерства Н. В. Демидова в Пущино действует с 2017 года[30].
- В Московской Киношколе №4 [31] занятия по системе Демидова, в рамках курса "Актёрского мастерства", ведёт преподаватель Наум Швец.
- Валерий Караваев ведёт занятия по системе Демидова в Москве[32].

## Архив Н. В. Демидова
Рукописи Н. В. Демидова долгое время не издавались.
Только в 1965 году стараниями учеников Демидова была опубликована, в сокращённом варианте, книга «Искусство жить на сцене».
До 2004 года рукописи Демидова хранились у его ученика, О. Г. Окулевича.
В 2004 году архив был полностью безвозмездно передан в Театральную библиотеку в Санкт Петербурге. С этого момента Театральная библиотека начала публикацию серии книг «Творческое наследие» Демидова.

### Опубликованные сочинения Н. В. Демидова
- Н. В. Демидов. Искусство жить на сцене / Предисловие Б. Н. Ливанова и М. О. Кнебель. — М.: Искусство, 1965. — 383 с.
- Н. В. Демидов. Творческое наследие. — В 3-х т.. — СПб.: Гиперион, 2004. — Т. 1, кн. 1-2. Искусство актёра в его настоящем и будущем. Типы актёра. — 416 с. — ISBN 5-89332-108-1.
- Н. В. Демидов. Творческое наследие. — В 3-х т.. — СПб.: Гиперион, 2004. — Т. 2, кн. 3: Искусство жить на сцене. — 557 с. — ISBN 5-89332-106-5.
- Н. В. Демидов. Творческое наследие. — В 3-х т.. — СПб.: Гиперион, 2007. — Т. 3, кн. 4: Творческий художественный процесс на сцене. — 475 с. — ISBN 978-5-98187-199-3.
- Н. В. Демидов. Творческое наследие. — В 3-х т. / Под ред. М. Н. Ласкиной. — СПб.: Гиперион, 2009. — Т. 4, кн. 5: Теория и психология творчества актера аффективного типа: дополнения, разное, биографические материалы, из переписки.. — 653 с. — ISBN 978-5-903368-39-6.

Н. В. Демидов Искусство актера в его настоящем и будущем. Типы актера. Издательство Российского Государственного института сценических искусств, СПб, 2019 396 с. ISBN 978-5-88689-131-7 тираж 500 экз